# José Ayunta
José Patricio Ayunta (Santiago del Estero, Santiago del Estero, 16 de agosto de 1937 - Santiago del Estero, Santiago del Estero, 27 de septiembre de 2019) fue un futbolista argentino que jugaba como delantero.

## Carrera

### Central Córdoba
Ayunta se inició futbolísticamente en Central Córdoba, de su ciudad natal.

### Atlético Tucumán
En 1957 se mudó a Tucumán, para sumarse a Atlético Tucumán. Desde 1957 hasta 1959 se consagró tricampeón tucumano. Ayunta fue parte de la consagración del decano en el Campeonato de Campeones de la República Argentina.

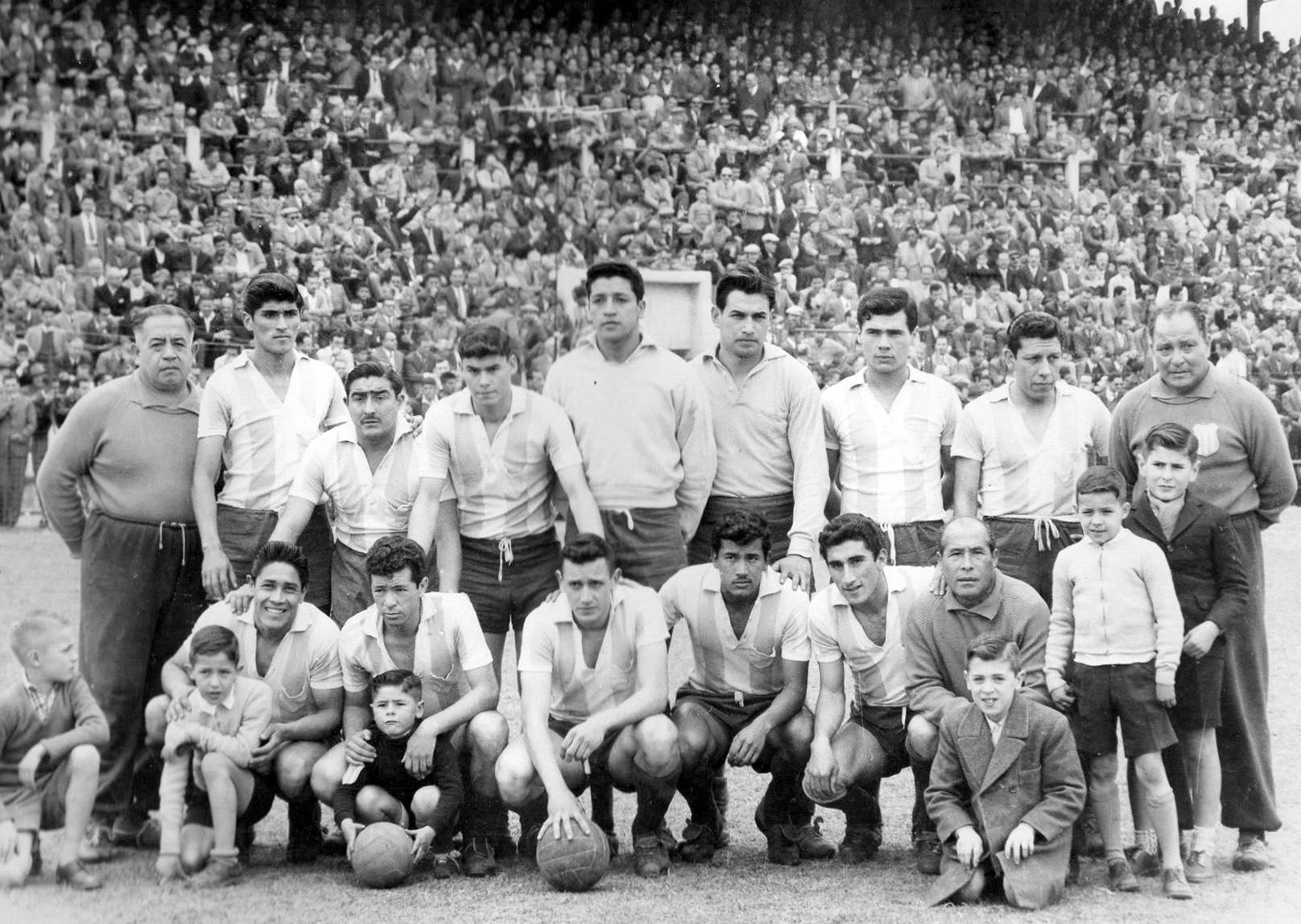
Formación de Atlético Tucumán en 1959.

### Lanús
Ayunta, como gran parte del equipo que se coronó campeón nacional con el decano, fue transferido al fútbol de Buenos Aires. En 1960 llegó a Lanús para disputar el campeonato 1960.

### Regreso a Central Córdoba
En 1961 volvió a Santiago del Estero para jugar en el ferroviario. Su regreso fue muy exitoso desde el inicio, ya que se consagró campeón de la Liga Santiagueña en el año de su retorno. Ayunta fue un pilar fundamental en el pentacampeonato de Central Córdoba de 1961 hasta 1965. En 1967 se coronó campeón santiagueño nuevamente y se clasificó al primer Campeonato Nacional Argentino. Liya también ganó la Liga Santigueña en 1969 y 1970, año de su retiro como futbolista.

## Clubes
| Club             | País      |
| ---------------- | --------- |
| Central Córdoba  | Argentina |
| Atlético Tucumán | Argentina |
| Lanús            | Argentina |

## Palmarés
| Título                                  | Equipo           | País      | Año  |
| --------------------------------------- | ---------------- | --------- | ---- |
| Liga Tucumana                           | Atlético Tucumán | Argentina | 1957 |
| Liga Tucumana                           | Atlético Tucumán | Argentina | 1958 |
| Liga Tucumana                           | Atlético Tucumán | Argentina | 1959 |
| Campeonato de Campeones de la República | Atlético Tucumán | Argentina | 1960 |
| Liga Santiagueña                        | Central Córdoba  | Argentina | 1961 |
| Liga Santiagueña                        | Central Córdoba  | Argentina | 1962 |
| Liga Santiagueña                        | Central Córdoba  | Argentina | 1963 |
| Liga Santiagueña                        | Central Córdoba  | Argentina | 1964 |
| Liga Santiagueña                        | Central Córdoba  | Argentina | 1965 |
| Liga Santiagueña                        | Central Córdoba  | Argentina | 1967 |
| Liga Santiagueña                        | Central Córdoba  | Argentina | 1969 |
| Liga Santiagueña                        | Central Córdoba  | Argentina | 1970 |